# Xırdalan
Xırdalan oder deutsch Chirdalan (auch Khyrdalan, Khurdalan oder Xirdalan) ist die Hauptstadt des Rayon Abşeron in Aserbaidschan.  Sie hat 101.400 Einwohner (Stand: 2021). 2014 betrug die Einwohnerzahl etwa 95.200.
Die Siedlung erhielt am 29. November 2006 Stadtstatus nach einer Genehmigung der Nationalversammlung der Republik Aserbaidschan.
In Xırdalan befindet sich mit der Baltika Baku die größte Brauerei des Landes, die früher als Xırdalan bekannt war. 2007 wurde für den Ägyptischen Präsidenten Hosni Mubarak in der Stadt ein Denkmal errichtet. Nach der Revolution in Ägypten 2011 forderte die aserbaidschanische Opposition unter Führung der Müsavat-Partei den Abriss der Statue und nannte sie eine "Verehrung von Götzen".